# Nobia
Nobia AB er en international svensk køkkenproducent med hovedkvarter i Stockholm. Nobia var oprindeligt en del af skovindustrikoncernen Stora AB og selskabet blev etableret da Industri Kapital opkøbte Nobia i 1996. Virksomheden er børsnoteret på Stockholmsbörsen. Nobia udvikler, fremstiller og markedsfører forskellige køkkenløsninger igennem forskellige mærker. I blandt Nobia's mærker er HTH, Invita, uno form, Poggenpohl, Novart, Norema, Sigdal og Marbodal. Nobia havde ca. 6.000 ansatte og omsatte for ca. 13 mia. svenske kroner i 2016. 

## Danmark
HTH Køkkener A/S var navnet på Nobia's danske datterselskab fra 1993 - 2010, herefter skiftede selskabet navn til Nobia Denmark A/S .